# Yuzuki-san Chi no Yon-Kyōdai
Yuzuki-san Chi no Yon-Kyōdai (japanisch 柚木さんちの四兄弟。) ist eine Mangaserie von Shizuki Fujisawa, die seit 2018 in Japan erscheint. 2023 erschien eine Anime-Adaption, die auch international als The Yuzuki Family’s Four Sons veröffentlicht wurde. Die Comedy- und Dramaserie richtet sich an weibliche Jugendliche und erzählt vom Alltag von vier Brüdern, die nach dem Tod ihrer Eltern ohne Vormund gemeinsam in einem Haushalt leben. 

## Inhalt
Die vier Brüder Hayato, Mikoto, Minato und Gakuto Yuzuki leben gemeinsam in dem Haus, das sie von ihren Eltern geerbt haben. Als Ältester geht Hayato inzwischen arbeiten – als Lehrer in einer Oberschule. Als die Eltern der Brüder vor einigen Jahren starben, entschied er sich, seine jüngeren Brüder allein großzuziehen. Mikoto und Minato sind inzwischen in der Mittelschule und Gakuto geht in die Grundschule. Durch die sehr unterschiedlichen Alter entstehen einige Konflikte, aber auch besondere Beziehungen zwischen den Brüdern. Während Hayato die Elternrolle übernommen hat und sich um den Großteil des Haushalts kümmert, hat er auch ein fast elterliches Verhältnis zu seinen deutlich jüngeren Brüdern. Der ruhige Mikoto ist nur knapp ein Jahr älter als Minato, in den er total vernarrt ist. Der wiederum ist sehr lebhaft und immer wieder neidisch auf seinen größeren Bruder, der obwohl kaum älter doch erwachsener behandelt wird. Seine Mühen, auch anerkannt zu werden, gehen durch seine unbeholfene Art jedoch meist schief. Wie sein großer Bruder in ihn ist Minato in Gakuto vernarrt. Der jüngste der vier ist klug und vernünftig, sodass er manchmal fast wie der erwachsendste von allen erscheint. Gut mit den Brüdern befreundet sind die benachbarten Kirishimas. Gakuto hat sich mit dem Großvater Kojirō angefreundet und spielt oft mit dem gleichaltrigen Waka, während Minato mit der gleichaltrigen, burschikosen Saki eng befreundet ist.

## Veröffentlichungen
Der Manga erscheint in Japan seit August 2018 im Magazin Betsucomi. Dessen Verlag Shogakukan bringt die Kapitel auch in bisher 16 Sammelbänden heraus. Eine italienische Übersetzung erscheint bei J-Pop. 2021 wurde die Serie mit dem Shōgakukan-Manga-Preis in der Kategorie „Shōjo“ ausgezeichnet.
Eine Adaption als Anime entstand bei Studio Shuka unter der Regie von Mitsuru Hongo. Das Charakterdesign wurde von Orie Tanaka adaptiert und die künstlerische Leitung lag bei Yukihiro Shibutani. Für die Kameraführung war Tomo Namiki verantwortlich. Die Serie wurde erstmals im April 2023 angekündigt. Die zwölf Folgen mit je 23 Minuten Laufzeit wurden vom 5. Oktober bis 21. Dezember 2023 von den Sendern AT-X, Tokyo MX, BS11, HTB und Tochigi TV in Japan ausgestrahlt. Parallel dazu erfolgte die internationale Veröffentlichung auf der Plattform Crunchyroll mit unter anderem deutschen und englischen Untertiteln. Die Plattform Jonu Play brachte den Anime in Spanien heraus. 

### Synchronsprecher
| Rolle            | Japanische Stimme |
| ---------------- | ----------------- |
| Mikoto Yuzuki    | Kikunosuke Toya   |
| Minato Yuzuki    | Miyuki Sakurai    |
| Gakuto Yuzuki    | Momoka Terasawa   |
| Hayato Yuzuki    | Ryōta Iwasaki     |
| Waka Kirishima   | Akari Tadano      |
| Kojirō Kirishima | Fumihiko Tachiki  |
| Saki Kirishima   | M.A.O             |
| Uta Kirishima    | Misato Matsuoka   |
| Yūma Nikaidō     | Satsuki Kokubu    |

### Musik
Die Musik der Serie komponierte Yoshikazu Suo. Das Vorspannlied ist Naite Iinda von flumpool und für den Abspann verwendete man das Lied Sasakure von Aoi Kubo.